# Praktická škola (profesní příprava)
Praktická škola je speciální škola typu C, poskytující nižší střední vzdělání. Je určená zejména pro žáky s mentálním postižením. V kategorizaci ISCED patří do skupiny škol ISCED 2C, tedy mezi programy určené především pro přímý vstup na trh práce (též nazývané „konečné programy“), u kterých se neuvažuje o pokračování ve vyšším stupni vzdělání.
Je určena absolventům praktických a speciálních základních škol. Umožňuje žákům doplnit si a rozšířit všeobecné vzdělání a získat základní pracovní dovednosti, návyky a pracovní postupy potřebné v každodenním i v budoucím pracovním životě. Poskytuje základy odborného vzdělání a manuálních dovedností v oboru dle zaměření přípravy a vedoucích k profesnímu uplatnění.
Připravuje žáky pro výkon jednoduchých činností v oblasti služeb nebo výroby, zaměřuje se hlavně na údržbu domácnosti a sebeobsluhu. Žáci se učí základům matematiky, českého jazyka, občanské nauky a také různým pracovním činnostem, hlavně vaření, keramice, šití, úklidu a údržbě domácnosti. Praktické školy jsou jednoleté a dvouleté. Absolventi nezískávají výuční list, ale dostávají závěrečné vysvědčení.